# Monument 1 de La Venta
Le Monument 1 est une tête colossale olmèque, découverte sur le site de La Venta au Mexique en 1925.

## Caractéristiques
Le monument 1 est une sculpture de basalte, mesurant 2,41 m de hauteur pour 2,08 m de largeur et 1,95 m de profondeur ; elle pèse 24 t. On suppose qu'il s'agit du portrait d'un dirigeant de La Venta.

## Historique
La fabrication d'aucune tête colossale n'a pu être datée avec précision. Toutefois, sur le sie de San Lorenzo, l'enterrement des têtes a pu être daté d'au moins 900 av. J.-C., leur fabrication et leur utilisation étant antérieures. On estime qu'elles dateraient de l'époque préclassique de la Mésoamérique, probablement du début de cette époque (1500 à 1000 av. J.-C.).
Quatre têtes colossales ont été découvertes sur le site olmèques de la Venta : la première, le monument 1, dans le complexe B au sud de la Grande Pyramide, sur une esplanade incluant plusieurs autres sculptures ; les trois autres le long d'une ligne est-ouest dans le complexe I, au nord du site, orientées vers le nord à l'opposé du centre de la ville.
Le monument 1 est décrite pour la première fois par les archéologues américains Frans Blom et Oliver La Farge qui explorent La Venta pour le compte de l'université Tulane en 1925. Elle est alors à moitié enterrée, sa taille empêchant son excavation complète. Matthew Stirling réalise celle-ci en 1940, après avoir enlevé l'épaisse végétation qui l'avait recouverte en 15 ans. Trouvée dans son contexte original, des découvertes associées ont été datées par carbone 14 entre 1000 and 600 av. J.-C..
La tête n'est plus sur le site : elle est exposée dans le Parc-Musée de la Venta à Villahermosa, capitale du Tabasco.